# Beuvezin
Beuvezin é uma comuna francesa na região administrativa de Grande Leste, no departamento de Meurthe-et-Moselle. Estende-se por uma área de 7,72 km². Em 2010 a comuna tinha 96 habitantes (densidade: 12,4 hab./km²).